# Miracle Fish
Miracle Fish ist ein australischer Kurzfilm von Luke Doolan aus dem Jahr 2009.

## Handlung
Es ist Joes 8. Geburtstag und er wird von seiner Mutter zur Schule gefahren. Der Vater liegt im Krankenhaus, doch meint die Mutter, dass er eine kleine Überraschung in seine Brotbüchse getan habe. In der Schulstunde, bei der Rollen für eine Märchenaufführung von Aschenputtel vergeben werden, ist Joe desinteressiert. In der Pause öffnet er seine Brotbüchse und findet darin einen sogenannten Miracle Fish. Legt man sich den Plastikfisch auf die Hand, bewegt er sich. Die so entstandene Form kann man über eine beigelegte Erklärung entschlüsseln und so seine Zukunft vorhersagen. Joes Fisch rollt sich und bedeutet „compassion“ („Mitgefühl“). Zwei Schulkameraden wollen kurz darauf wissen, was er geschenkt bekommen hat, und er erfindet teure Geschenke, doch entlarven ihn die beiden Jungen als Lügner, da bekannt ist, dass die Familie am Existenzminimum lebt. Joe läuft weg. Deprimiert begibt er sich ins Arztzimmer und schläft ein.
Er erwacht kurz vor 13 Uhr. Das Schulgebäude ist leer. Auf dem Boden entdeckt er ein Buch, das von einer Alien-Entführung handelt. Joe genießt nach kurzer Zeit die leere Schule, fährt mit einem Skateboard den Schulgang entlang, durchstöbert die Räume und beklebt sich mit Auszeichnungsstickern, die die Lehrerin in ihrem Pult aufbewahrt. Plötzlich hört er ein Handy klingeln. Er geht ran und ein Mann meldet sich, der Joe anweist, sich so schnell wie möglich zu verstecken. Noch während des Telefonats steht ein junger Mann mit einem Gewehr in der Hand in der Tür: Die Stille war die Folge eines Amoklaufs. Joe wiederum kann die Situation nicht als das erfassen, was sie ist. Der Mann hat Blutspritzer auf der Kleidung und Joe will wissen, ob er sich verletzt habe. Als der Mann unzusammenhängend von Geldaspekten redet, bietet ihm Joe einige Bonbons an, die er zuvor im Krankenzimmer eingesteckt hat. Er zeigt dem Mann den Miracle Fish und legt ihn ihm auf die Hand, um seine Zukunft zu bestimmen. Der Fisch bewegt sich nicht und Joe liest in der Erklärung nach, dass dies „dead one“ („ein Toter“) bedeute. Kurz darauf wird der Amokläufer von Mitgliedern der Tactical Response Group der Polizei erschossen. TRG-Polizisten stürmen den Raum und tragen Joe davon, der einen mitfühlenden Blick auf den toten Amokläufer wirft.

## Produktion
Miracle Fish war die erste Zusammenarbeit von Regisseur Luke Doolan und Produzent Drew Bailey. Der Film entstand innerhalb von drei Tagen im Oktober 2008 an der Matraville Sports High School sowie der Annandale North Public School, die Doolans kleine Schwester besucht. Kostüme und Filmbauten stammen von Helen Frank. Der Film lief unter anderem am 16. Januar 2009 auf dem Sundance Film Festival.

## Auszeichnungen (Auswahl)
Miracle Fish wurde 2009 auf dem Sydney Film Festival mit dem Preis für den besten australischen Kurzfilm ausgezeichnet. Im Jahr 2010 erhielt er eine Oscar-Nominierung in der Kategorie Bester Kurzfilm.